# Arcizac-Adour
Arcizac-Adour  là một xã thuộc tỉnh Hautes-Pyrénées trong vùng Occitanie tây nam nước Pháp. Khu vực này có độ cao trung bình 410 mét trên mực nước biển.